# Wien Tekniske Universitet
Wien Tekniske Universitet (tysk: Technische Universität Wien eller kort TU Wien) er et teknisk universitet i den østrigske hovedstad Wien grundlagt i 1815. Universitetet har omkring 17.600 studerende og rangerer blandt verdens bedste tekniske universiteter efter en undersøgelse fra 2005 lavet af Times Higher Education.

## Historie
Det nuværende Tekniske Universitet blev i 1815 grundlagt af Franz II som Polyteknisk Institut. Den første direktør var Johann Joseph von Prechtl. I 1872 blev det polytekniske institut omdannet til Technische Hochschule. Siden 1919 har kvinder kunnet blive indskrevet på universitetet. I 1975 fik skolen sit nuværende navn.

## Opbygning
Universitetet er inddelt i otte fakulteter.
- Arkitektur
- Bygningsingeniørvæsen
- Maskiningeniørvæsen
- Elektroteknik og informationsteknologi
- Matematik og geoinformatik
- Fysik
- Kemiteknologi
- Datalogi

## Kendte derfra
- Herbert Boeckl
- Helmut Draxler
- Ferdinand Fellner
- Ludwig Greiner
- Viktor Kaplan
- Milutin Milanković
- Richard von Mises
- Boris Nemsic
- Roland Rainer
- Hans Sedlmayr
- Antoni Wiwulski
- Heinz Zemanek

48°11′56″N 16°22′12″Ø / 48.19889°N 16.37000°Ø